# Abordagem clássica da administração
Taylor (1856-1917) fundou o movimento conhecido como administração científica: máximo de prosperidade para empregador e máximo de prosperidade para o empregado. Prosperidade nesse sentido tinha uma perspectiva diferente para ambos os lados; ocasionando, por muitas vezes, o conflito entre empregador e empregado. Para dirimir esses conflitos, Taylor propõe quatro grandes “pressupostos”: 1) O desenvolvimento de uma verdadeira ciência do trabalho, em que seria necessária uma investigação científica para se chegar a uma jornada de trabalho justa.
O empregador, neste caso, saberia qual a quantidade de trabalho ideal a ser realizada pelo trabalhador, e este receberia um bom pagamento, já que este busca a melhoria de sua remuneração; 2) A seleção científica e o desenvolvimento progressivo do trabalhador. Os trabalhadores, nesse caso, eram cientificamente selecionados para garantir que tenham as qualidades físicas e intelectuais necessárias para a produção; 3) A conexão da ciência do trabalho e trabalhadores cientificamente selecionados e treinados; 4) A constante e íntima cooperação de gestores e trabalhadores. Cooperação esta que eliminaria os conflitos, já que os gestores e operários estariam cientes de suas funções e responsabilidades.
Alguns sinais de que parte desse modelo seria criticado veio com Ford. Ele dava importância com os efeitos do trabalho sobre a vida dos seus empregados. Quem mandava eram as máquinas, e os homens tinham de acompanhar-lhes o ritmo. Com isso, problemas bem claros vinham à tona: rotatividade da mão de obra, ameaça de sindicalismo e até insurreição. O modelo T que Ford tanto se convencia de barato e convencional, vendia. Barateou ainda mais o carro, mas para isso existia um preço: aumento no ritmo do trabalho. Comparando-se a situação da Ford com a da General Motors, visualizamos que os respectivos processos de organização estavam situados em polos opostos,